# ウォキシア科
ウォキシア科（ウォキシアか）あるいはボチシア科（ボチシアか、Vochysiaceae）はフトモモ目の科の一つ。南米とアフリカに分布する。木本で、葉は対生する。花は左右相称で、1-(3)-5数性である。
クロンキスト体系ではヒメハギ目とされていた。

## 分類

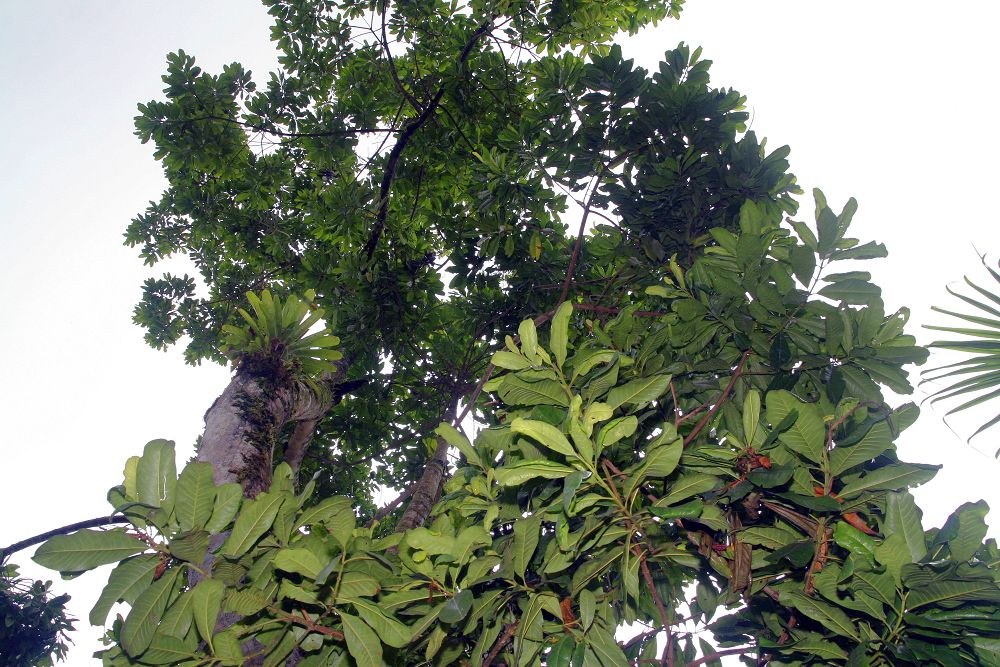
es

2連に7属約220種が属する。大部分は南米に分布するが、2属3種が西アフリカから中央アフリカに分布する。この2属はErisma 属から分岐し、およそ3000万年前にアフリカに渡ったと考えられている。
- Erismeae - 単子房。子房下位で翼果をつける。
  - Erisma Rudge - 20種、南米
  - Erismadelphus Mildbr. - 2種、アフリカ
    - E. exsul Mildbr. アンゴア（ガボン: angoa）[2]

  - Korupodendron Litt & Cheek - 1種、アフリカ
- Vochysieae - 3心皮の癒合した複子房を持つ。子房上位で蒴果をつける。南米に分布。
  - Callisthene Mart. - 10種
  - Qualea Aubl. - 60種
    - Q. paraensis Ducke マンディオケイラ（ブラジルポルトガル語: mandioqueira）[2]
    - Q. retusa Spruce ex Warm.（シノニム: Ruizterania retusa (Spruce ex Warm.) Marc.-Berti）ウミリーラナ（ブラジル: umiryrana）[2]
    - Q. rosea Aubl. グリニヨンフウ（仏領ギアナ: grignon fow）[2]

  - Ruizterania (Stafleu) Marc.-Berti - 19種
  - Salvertia A. St.-Hil. - 1種
  - Vochysia Aubl. - 105種
    - V. guatemalensis Donn. Sm.（シノニム: V. hondurensis Sprague）サンファン（グアテマラおよびホンジュラススペイン語: San Juan）、イエメリ（英語およびホンジュラス名: yemery, emery）[2]
    - V. guianensis Aubl. クワリー（ガイアナおよびスリナム: kwarie）[2]
    - V. maxima Ducke クアルバ（ブラジルポルトガル語: quaruba）[2]
    - V. vismiifolia Spruce ex Warm. クアルバベルメリヤ（ブラジルポルトガル語: quaruba-vermelha）[2]

エウフロニア属 Euphronia はかつて本科に属していたが、現在では独自のエウフロニア科（Euphroniaceae）としてキントラノオ目に含められている。